# Jirō Hata
Jirō Hata (japanisch 羽田 次郎 Hata Jirō; * 7. September 1969 im Bezirk Chiyoda, Präfektur Tokio) ist ein japanischer Politiker (Demokratische Partei→Kibō no Tō→Konstitutionell-Demokratische Partei) und seit 2021 Senator für Nagano.
Hata, der Sohn von Tsutomu Hata, studierte nach dem Besuch der Seijō-Schulen in Setagaya (Tokio) und Kientzheim (Elsass) ohne Abschluss an der Wake Forest University. Er war danach als Privatsekretär seines Vaters sowie als Berater und Unternehmer in der Privatwirtschaft tätig.
In die aktive Politik trat Hata bei den einheitlichen Wahlen 2011 ein, als er als Demokrat erfolglos für das Kommunalparlament von Setagaya kandidierte. Bei der Repräsentantenhauswahl 2017 kandidierte er auf der Kibō-Liste auf dem aussichtslosen Listenplatz 29 im Verhältniswahlwahlkreis Tokio. Als 2020 sein älterer Bruder Yūichirō an COVID-19 verstarb, kandidierte Jirō mit KDP-Nominierung und Mitte-links-Wahlempfehlungen (KPJ, DVP, SDP) bei der resultierenden Senatsnachwahl in Nagano im April 2021 und setzte sich mit rund 55 % der Stimmen gegen Yutaka Komatsu (LDP – Kōmeitō; 43 %), ehemaliger Abgeordneter im Repräsentantenhaus, durch.